# Archipelag Aleksandra
Archipelag Aleksandra (ang. Alexander Archipelago) – archipelag u południowo-wschodnich wybrzeży stanu Alaska. W jego skład wchodzi około 1100 wysp, które powstały w wyniku zalania nadbrzeżnych pasm górskich z powodu podniesienia się poziomu wody Oceanu Spokojnego. Wyspy oddzielone są od siebie i stałego lądu głębokimi cieśninami o charakterze fiordów. Wyspy mają łączną powierzchnię ok. 35 tys. km², są górzyste i gęsto zalesione.
Największe wyspy archipelagu to: Wyspa Księcia Walii, Wyspa Cziczagowa, Wyspa Baranowa, Wyspa Admiralicji, Wyspa Kupriejanowa i Revillagigedo. Jedna z mniejszych wyspy archipelagu nosi imię Kościuszki. W archipelagu tym znajduje się również Woewodski Island, która wzięła swoją nazwę od dyrektora Kompanii Rosyjsko-Amerykańskiej, Stefana Wojewódzkiego. Najważniejsze miasta w Archipelagu Aleksandra to Ketchikan na wyspie Revillagigedo i Sitka na wyspie Baranowa. Podstawą gospodarki wysp jest turystyka, rybołówstwo i leśnictwo.
Wyspy pierwotnie zamieszkane były przez ludy Tlingit i Kaigani Haida. Pierwszymi Europejczykami na wyspach byli w 1741 Rosjanie z wyprawy Vitusa Beringa i Aleksieja Czirikowa. W 1867 wraz z Alaską zostały sprzedane Stanom Zjednoczonym.
Nazwa wysp pochodzi od imienia cara Aleksandra II, została nadana przez U.S. Coast and Geodetic Survey w 1867 roku.